# 滚弄区
滚弄区，是缅甸联邦第一特区果敢县下辖的一个区。

## 行政区划
滚弄区下辖以下等乡镇：
- 滚弄镇[1]
- 滚弄乡
- 南湖乡（နမ့်ဟူးကျေးရွာအုပ်စု）[2]
- 黑河乡
- 董杰乡[3][4]